# Ƙ
Ƙ, ƙ — літера латинського алфавіту, яка використовується в мові хауса для позначення викиду. Раніше вона використовувалась в Міжнародному фонетичному алфавіті для позначення беззвучного велярного імплозиву. Була вилучена у 1993 році.